# Mortes em setembro de 2012
Mortes em 2012: ← Janeiro – Fevereiro – Março – Abril – Maio – Junho – Julho – Agosto – Setembro – Outubro – Novembro – Dezembro →
Esta é uma relação de pessoas que morreram durante o mês de setembro de 2012, listando nome, nacionalidade, ocupação e ano de nascimento.

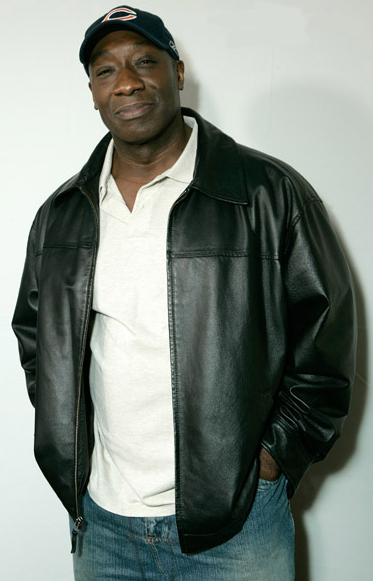
Michael Clarke Duncan, ator estadunidense.

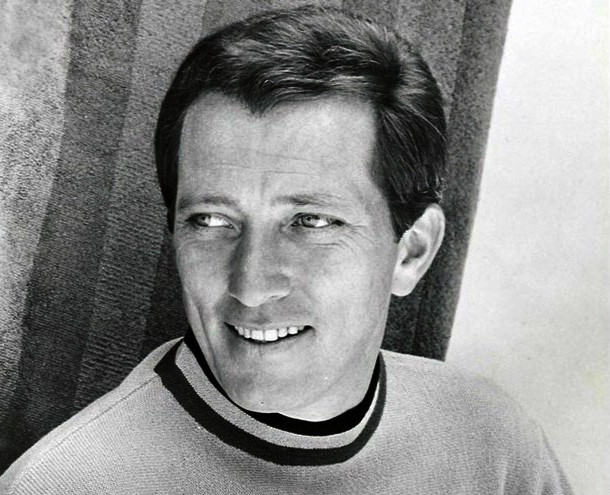
Andy Williams, cantor estadunidense.

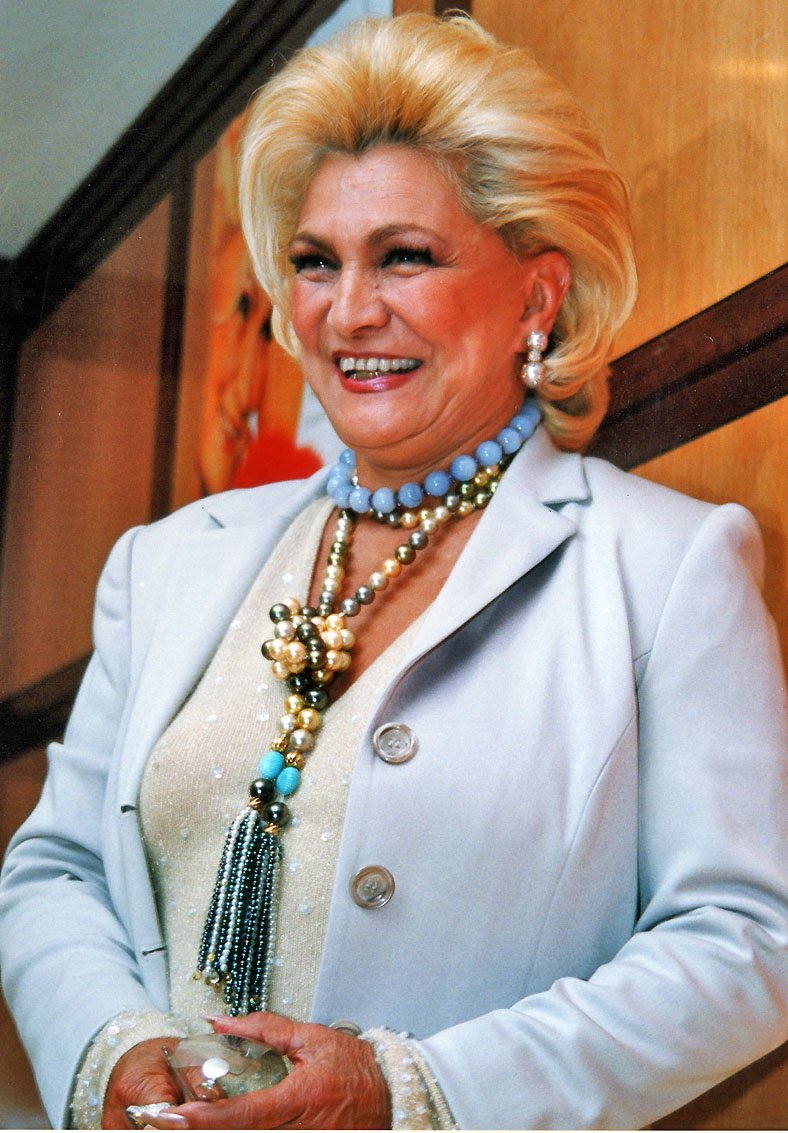
Hebe Camargo, apresentadora de televisão brasileira.

| Dia | Nome                       | Profissão ou motivo de reconhecimento          | País                 | Ano de nasc. | Ref    |
| --- | -------------------------- | ---------------------------------------------- | -------------------- | ------------ | ------ |
| 1   | Hal David                  | Compositor                                     | Estados Unidos       | 1921         | [ 1 ]  |
| 2   | Sun Myung Moon             | Religioso, fundador da Igreja da Unificação    | Coreia do Sul        | 1920         | [ 2 ]  |
| 2   | Emmanuel Nunes             | Compositor                                     | Portugal             | 1941         | [ 3 ]  |
| 3   | Mahmoud El-Gohary          | Treinador de futebol                           | Egito                | 1938         | [ 4 ]  |
| 3   | Michael Clarke Duncan      | Ator                                           | Estados Unidos       | 1957         | [ 5 ]  |
| 3   | Rui de Carvalho Nascimento | Problemista de xadrez                          | Portugal             | 1914         | [ 6 ]  |
| 4   | Hélio Gonçalves Heleno     | Bispo                                          | Brasil               | 1935         | [ 7 ]  |
| 6   | Art Modell                 | Empresário                                     | Estados Unidos       | 1925         | [ 8 ]  |
| 6   | Jerome Horwitz             | Cientista                                      | Estados Unidos       | 1919         | [ 9 ]  |
| 7   | Leszek Drogosz             | Pugilista                                      | Polónia              | 1933         | [ 10 ] |
| 7   | Dilo Binda                 | Político e médico                              | Brasil               | 1937         | [ 11 ] |
| 9   | Roberto Silva              | Sambista                                       | Brasil               | 1920         | [ 12 ] |
| 9   | Verghese Kurien            | Empresário e engenheiro                        | Índia                | 1921         | [ 13 ] |
| 10  | Edmundo Rodrigues          | Desenhista e editor de histórias em quadrinhos | Brasil               | 1935         | [ 14 ] |
| 11  | Christopher Stevens        | Diplomata e advogado                           | Estados Unidos       | 1960         | [ 15 ] |
| 11  | Sergio Livingstone         | Futebolista                                    | Chile                | 1920         | [ 16 ] |
| 12  | Sid Watkins                | Médico                                         | Inglaterra           | 1928         | [ 17 ] |
| 13  | Aditya Dev                 | Halterofilista e fisiculturista                | Índia                | 1989         | [ 18 ] |
| 15  | Pierre Mondy               | Ator                                           | França               | 1925         | [ 19 ] |
| 16  | Ragnhild da Noruega        | Monarca                                        | Noruega              | 1930         | [ 20 ] |
| 18  | Jorge Manicera             | Ex-futebolista                                 | Uruguai              | 1938         | [ 21 ] |
| 18  | Santiago Carrillo          | Político                                       | Espanha              | 1915         | [ 22 ] |
| 18  | Luís Góis                  | Músico                                         | Portugal             | 1933         | [ 23 ] |
| 19  | Víctor Cabedo              | Ciclista                                       | Espanha              | 1989         | [ 24 ] |
| 20  | Carlos Nelson Coutinho     | Cientista político                             | Brasil               | 1942         | [ 25 ] |
| 20  | Fortunato Baldelli         | Cardeal                                        | Itália               | 1935         | [ 26 ] |
| 21  | Mike Baker                 | Jornalista                                     | Reino Unido          | 1957         | [ 27 ] |
| 23  | Corrie Sanders             | Pugilista                                      | África do Sul        | 1966         | [ 28 ] |
| 23  | Pavel Grachev              | Militar                                        | Rússia               | 1948         | [ 29 ] |
| 24  | Abrahão Farc               | Ator                                           | Brasil               | 1937         | [ 30 ] |
| 25  | Andy Williams              | Cantor                                         | Estados Unidos       | 1927         | [ 31 ] |
| 26  | Johnny Lewis               | Ator                                           | Estados Unidos       | 1983         | [ 32 ] |
| 27  | Ted Boy Marino             | Lutador de telecatch e ator                    | Itália/ Brasil       | 1939         | [ 33 ] |
| 27  | Herbert Lom                | Ator                                           | Chéquia/ Reino Unido | 1917         | [ 34 ] |
| 28  | Julinho Barcelos           | Treinador de futebol                           | Brasil               | 1944         | [ 35 ] |
| 29  | Hebe Camargo               | Apresentadora                                  | Brasil               | 1929         | [ 36 ] |
| 29  | Antonio Maria Mucciolo     | Arcebispo católico                             | Itália/ Brasil       | 1923         | [ 37 ] |
| 29  | Arthur Sulzberger          | Jornalista                                     | Estados Unidos       | 1926         | [ 38 ] |
| 29  | Carlos Büsser              | Militar                                        | Argentina            | 1928         | [ 39 ] |
| 30  | Boris Šprem                | Político                                       | Croácia              | 1956         | [ 40 ] |
| 30  | Autran Dourado             | Escritor                                       | Brasil               | 1926         | [ 41 ] |
| 30  | Antisa Khvichava           | Supercentenária                                | Geórgia              | 1880         | [ 42 ] |